# Gerður Kristný
Gerður Kristný (Reikiavik (Islandia), 10 de junio de 1970) es una escritora islandesa.

## Biografía
Se licenció en literatura comparativa y francesa en 1992 en la Universidad de Islandia con un trabajo sobre Las flores del mal de Baudelaire. Realizó un curso de medios de comunicación en la misma universidad y realizó unas prácticas en una radio danesa. De 1998 a 2004 fue editora de la revista Mannlíf. Ha recibido varios premios y publicado poemarios, cuentos, libros infantiles y novelas. En 2010 recibió el Premio de Literatura de Islandia por Blódhófnir.

## Obra seleccionada
- Bátur með segli og allt (Un bote con marinero y todo).
- Las hermanas costureras
- Poemas en palabras del norte
- Cascos sangrientos'  Blóðhófnir